# Erythropitta venusta
La pitta graziosa (Erythropitta venusta (Müller, 1835)) è un uccello passeriforme della famiglia dei Pittidi.

## Etimologia
Il nome scientifico di questi uccelli (e di rimando il loro nome comune) deriva dal latino venustus, "grazioso".

## Descrizione

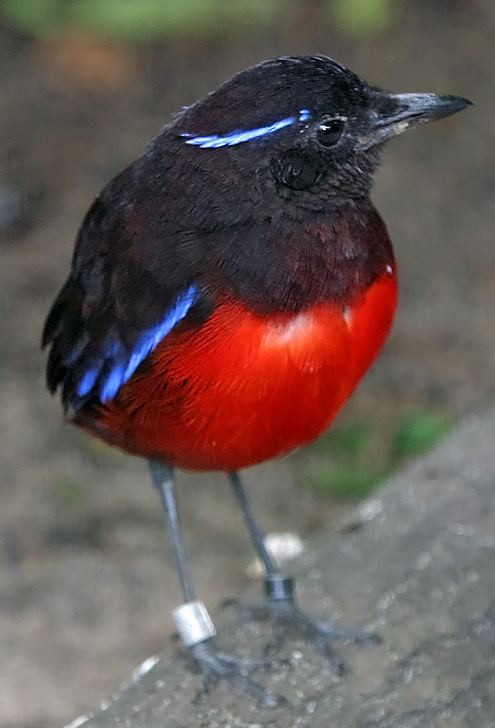
Maschio adulto in cattività a Singapore.

### Dimensioni
Misura fino a 16 cm di lunghezza, coda compresa.

### Aspetto
Questi uccelli hanno un aspetto massiccio e paffuto, con ali e coda corte, testa arrotondata e becco allungato: nel complesso, questa specie mostra grande somiglianza con la pitta granatina (che presenta calotta rossa, assente nella pitta graziosa) e con la pitta neroscarlatta (dalla colorazione dorsale blu).

La pitta graziosa presenta dimorfismo sessuale piuttosto marcato. Nel maschio testa, collo, petto, dorso, ali e coda sono di colore nerastro con sfumature ramate e violacee più o meno evidenti: le remiganti primarie presentano una banda trasversale di colore azzurro brillante, presente anche dietro l'occhio e fino alla base della nuca. Ventre e sottocoda sono di colore rosso-arancio cupo. La femmina presenta invece colorazione meno brillante e ventre di color castano-arancio: in ambo i sessi il becco è nero, gli occhi sono bruni e le zampe sono di colore carnicino.

## Biologia

### Comportamento
Si tratta di uccelli diurni e strettamente solitari al di fuori del periodo degli amori (quando si riuniscono in coppie), estremamente territoriali verso i conspecifici: essi passano la maggior parte della giornata al suolo, muovendosi con circospezione nel folto del sottobosco alla ricerca di cibo.

### Alimentazione
La dieta di questi uccelli è composta principalmente da lombrichi e chiocciole: essa viene inoltre integrata quando possibile con insetti e altri invertebrati di piccole dimensioni.

### Riproduzione
La riproduzione di questi uccelli non è stata finora descritta in natura, ma si ritiene tuttavia che non si discosti significativamente dal pattern seguito dalle altre specie di pitte.

## Distribuzione e habitat
La pitta graziosa è endemica di Sumatra, dove pur avendo areale molto frammentato appare più comune lungo la catena dei Monti Barisan: il suo habitat d'elezione è costituito dalla foresta pluviale pedemontana e montana a prevalenza di Dipterocarpaceae, fra i 400 e i 1400 m di quota, con presenza di folto sottobosco nel quale questi uccelli trovano cibo e riparo.